# Samuel Lee
Pour les articles homonymes, voir Lee.
Samuel Lee (1756-1805) était un fonctionnaire, un juge, un homme d’affaires et un homme politique néo-brunswickois d'origine américaine.

## Biographie
Samuel Lee naît le 26 mars 1756 à Concord, au Massachusetts (États-Unis). Ses parents sont le docteur Joseph Lee et Lucy Lee. Sa famille est l'une des plus influentes de la région.
Samuel Lee devient un marchand prospère à Castine, dans l'actuel État du Maine), après avoir obtenu un diplôme du Collège Harvard en 1776. Loyaliste, il s'établit au bord de la rivière Ristigouche en 1784, année de création du Nouveau-Brunswick. Il obtient de vastes terres, parfois de façon discutable. En 1789, il hypothèque ses terres afin d'acheter des marchandises et de faire construire un entrepôt. Il expédie du poisson en Europe dès 1790 et ouvre une scierie l'année suivante. Il tente de mettre en valeur ses terres en faisant venir des colons d'Angleterre et d'Écosse. Il y a 25 familles sur ses terres en 1798.
Le 17 novembre 1787, Samuel Lee devient le premier juge de paix de la région. Il est fait juge de la Cour inférieure des plaids communs le 10 juillet 1789. Il s'implique activement en politique, tout d'abord en appuyant les candidats du gouvernement lors de l'élection de 1785 puis lors de l'élection partielle de 1791. Il devient l'un des deux députés du comté de Northumberland en 1795 mais perd l'élection de 1802 face à Alexander Taylor, qui a l'appui des Écossais pré-loyalistes.
Samuel Lee meurt le 3 mars 1805 à Shédiac, au Nouveau-Brunswick, durant un voyage de Halifax à la Ristigouche. Ses entreprises n'étaient pas toutes couronnées de succès et, à sa mort, ses biens furent vendus pour rembourser ses dettes, dont celle de 19 000 livres à la Maitland and Company, de Londres, pour son hypothèque. Il est également l'un promoteurs de l'établissement d'anglophones dans le futur comté de Restigouche, en plus d'avoir permis au gouvernement d'imposer son autorité dans une région alors considérée comme éloignée.